# Dorfkirche Rehungen

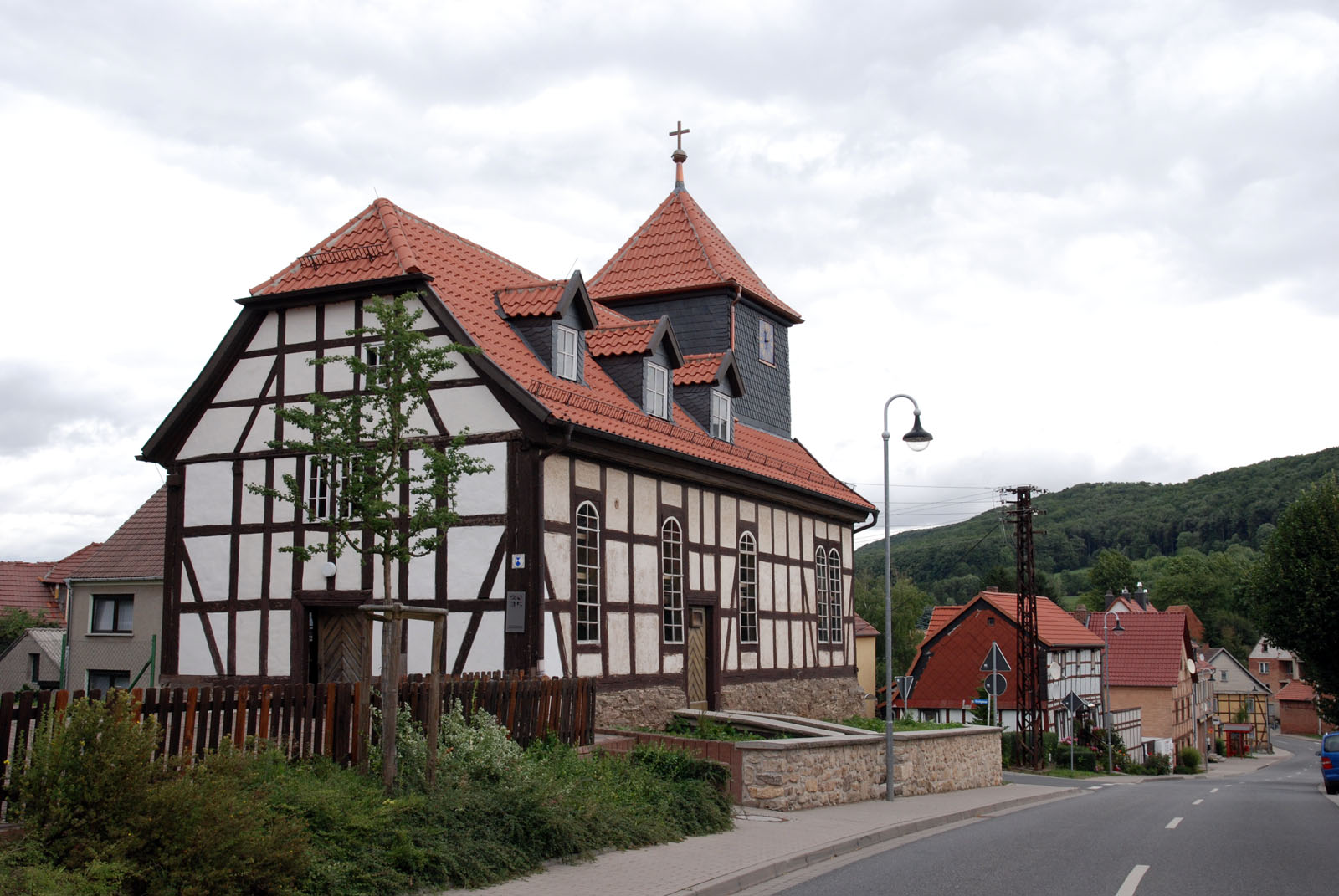
Dorfkirche Rehungen

Die evangelisch-lutherische, denkmalgeschützte Dorfkirche Rehungen steht in Rehungen, einem Ortsteil der Gemeinde Sollstedt im Landkreis Nordhausen in Thüringen. Die Kirchengemeinde Rehungen gehört zum Pfarrbereich Sollstedt im Kirchenkreis Südharz der Evangelischen Kirche in Mitteldeutschland.

## Beschreibung
Der Ortsteil Rehungen wird von der 1776 errichteten Fachwerkkirche geprägt, die auf einer Gründung aus Bruchstein steht. Das Kirchengebäude ist mit einem Krüppelwalmdach bedeckt, aus dem sich im Osten ein Dachturm erhebt, der ein Pyramidendach trägt. Mehrere Gauben auf dem Dach tragen zur Belichtung des Mittelschiffs im Kircheninneren bei.
Der Innenraum ist eine ungewöhnliche kleine Emporenbasilika. Er ist in drei Schiffe unterteilt. Das Mittelschiff ist außer über dem Kanzelaltar mit einem hölzernen Tonnengewölbe überspannt. Der oberer Teil ist seitlich aus den Gauben belichtet, aber durch die lange Orgelempore zu mehr als der Hälfte optisch vom unteren Teil des Raums getrennt. Die flachgedeckten Seitenschiffe sind mit eingeschossigen Emporen versehen.
Der Kanzelaltar stammt noch aus der Erbauungszeit. Die Orgel mit 7 Registern, verteilt auf ein Manual und ein Pedal, wurde um 1830 von Friedrich Christian Knauf gebaut.